# Бобрувка (Монецький повіт)
Бобрувка (пол. Bobrówka) — село в Польщі, у гміні Ясвіли Монецького повіту Підляського воєводства.
Населення — 369 осіб (2011).
У 1975-1998 роках село належало до Білостоцького воєводства.

## Демографія
Демографічна структура станом на 31 березня 2011 року:
|          | Загалом | Допрацездатний вік | Працездатний вік | Постпрацездатний вік |
| -------- | ------- | ------------------ | ---------------- | -------------------- |
| Чоловіки | 201     | 33                 | 134              | 34                   |
| Жінки    | 168     | 24                 | 89               | 55                   |
| Разом    | 369     | 57                 | 223              | 89                   |